# Oliver Roethig
Oliver Roethig (Essen) is een Duits syndicalist.

## Levensloop
Roething studeerde politieke wetenschappen, geschiedenis en rechten aan de Rheinische Friedrich-Wilhelms-Universiteit, de University of Aberdeen en de London School of Economics. 
Van 1997 tot 1998 was hij werkzaam voor de Trades Union Congress (TUC) te Brussel. Vervolgens ging hij aan de slag bij EURO-FIET, dat in 2000 opging in UNI-Europa, alwaar hij van 1998 tot 2001 executive officer (CCE) van Eurocadres was. In 2003 werd hij voorzitter van UNI-Finance en in mei 2011 volgde hij Bernadette Ségol op als algemeen secretaris van UNI-Europa.